# Roland SCC-1

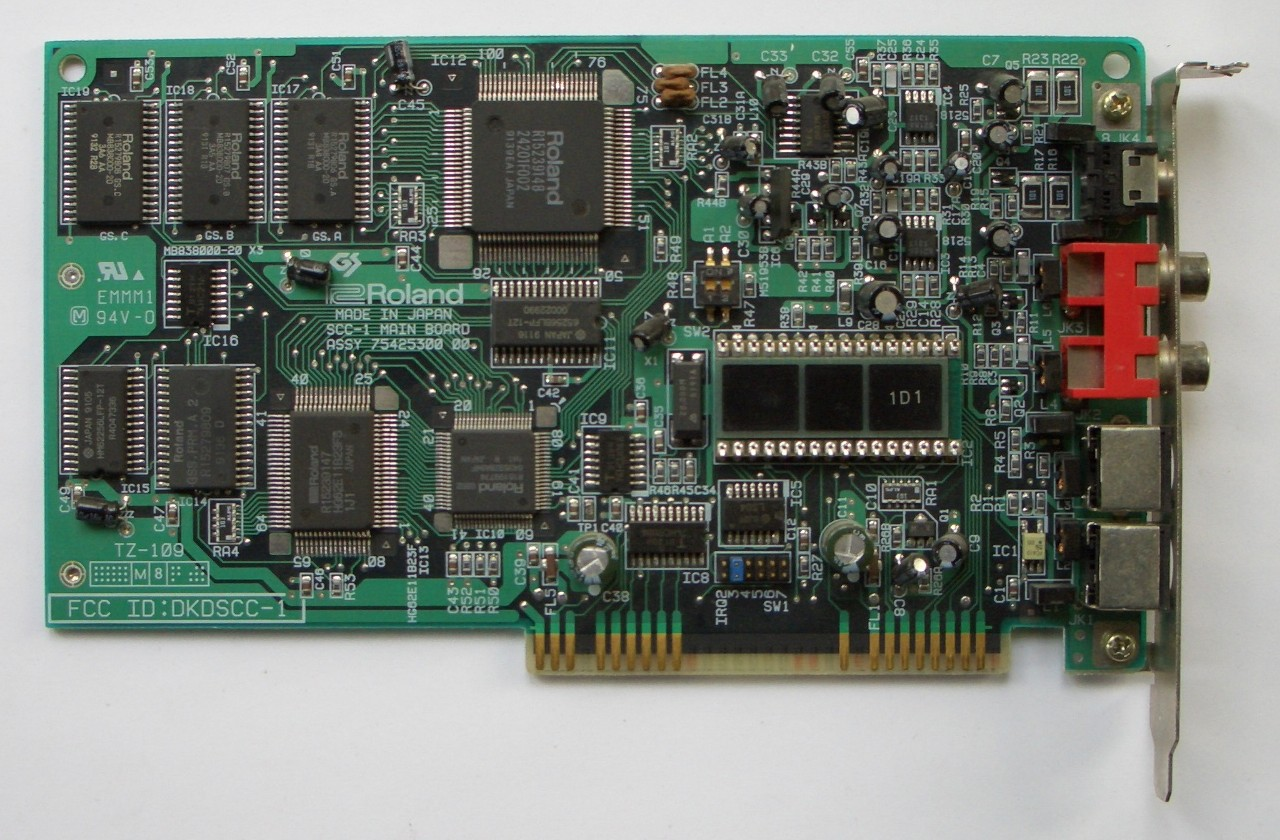
Roland SCC-1

De Roland SCC-1 is een geluidskaart die in 1991 door Roland Corporation op de markt werd gebracht. De Roland SCC-1 is in feite een Roland SC-55-module gecombineerd met de Roland MPU-401 MIDI-standaard voor pc-doeleinden. De Roland SCC-1 is echter niet voorzien van een chip om geluidsfragmenten af te spelen. De Roland SCC-1 voorziet in weergave conform de standaarden Roland General MIDI en General Sound op basis van de op de kaart aanwezige wavetable-synthese.
De Roland SCC-1 is onderdeel van de Roland Sound Canvas-productlijn.
De Roland SCC-1 was indertijd het luxepaard onder de geluidskaarten voor personal computers. De Roland SCC-1 voorzag in tegenstelling tot de meer gangbare Sound Blaster en Adlib-geluidskaarten, inclusief de Sound Blaster AWE32 en AdLib Gold, in een zeer hoge kwaliteit van muziekweergave.
De Roland SCC-1 kan worden aangesloten op MIDI-apparatuur middels mini-DIN-naar-DIN-kabels.

## Roland SCC-1A
De Roland SCC-1A, een revisie van de Roland SCC-1, voorziet in 354 geluiden in tegenstelling tot de 317 van de SCC-1.

## Roland SCC-1B
De Roland SCC-1B, is fysiek identiek aan de Roland SCC-1A maar werd met extra software op de markt gebracht.